# Gornja Drežnica
Gornja Drežnica (en cyrillique : Горња Дрежница) est un village de Bosnie-Herzégovine. Il est situé sur le territoire de la ville de Mostar, dans le canton d'Herzégovine-Neretva et dans la fédération de Bosnie-et-Herzégovine. Selon les premiers résultats du recensement bosnien de 2013, il compte 1 027 habitants.

## Géographie
Le parc naturel de Blidinje, créé en 1995, est en partie situé sur le territoire du village ; le lac de Blidinje se trouve à proximité.

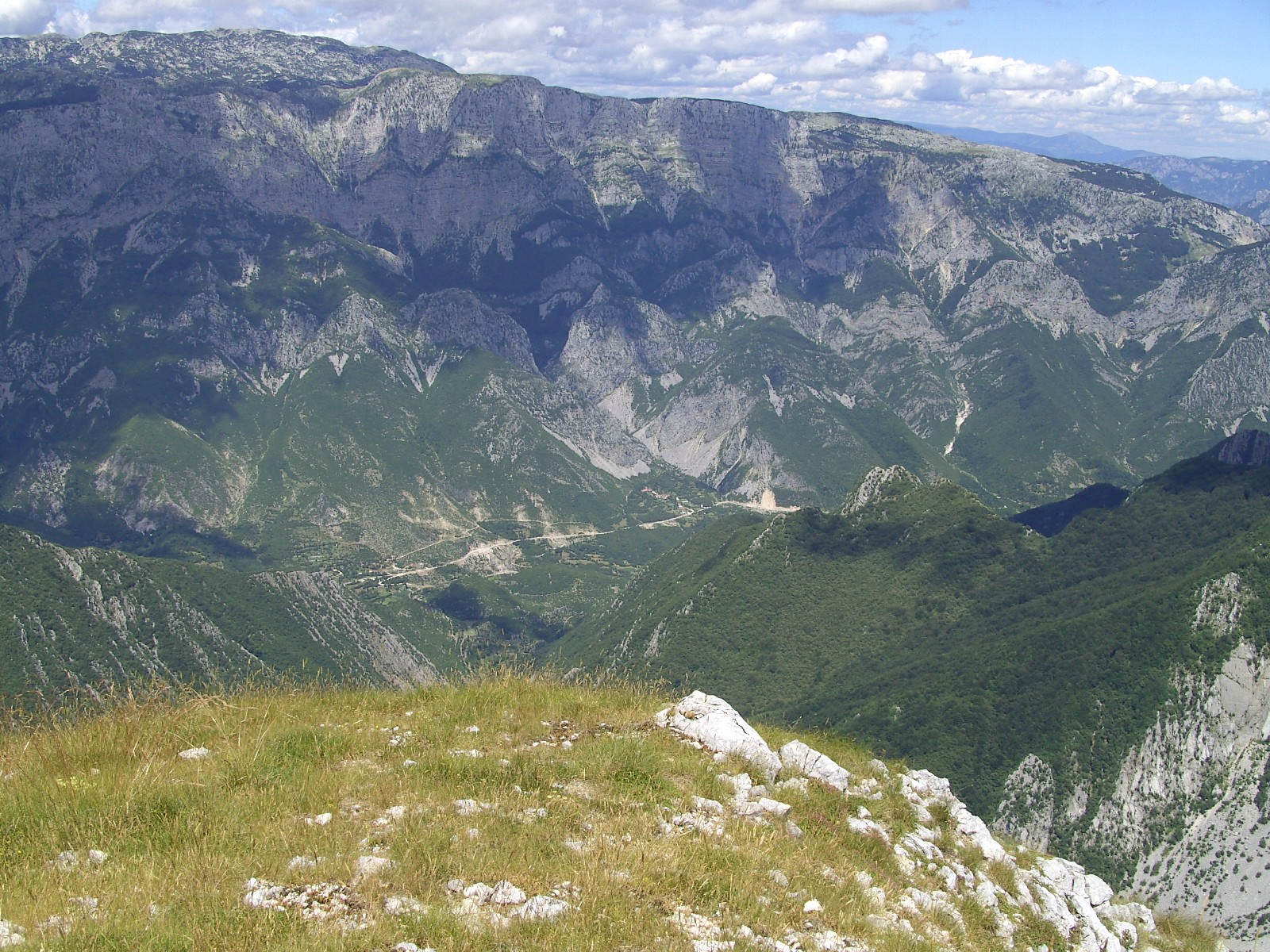
Les gorges de la rivière Drežanka

## Histoire
Sur le territoire du village se trouve un site historique abritant quatre tombes cruciformes datant des XIVe et XVe siècles inscrites sur la liste des monuments nationaux de Bosnie-Herzégovine.

## Démographie

### Évolution historique de la population
| 1948 | 1953 | 1961 | 1971  | 1981  | 1991  | 2013  |
| ---- | ---- | ---- | ----- | ----- | ----- | ----- |
| -    | -    | 953  | 1 208 | 1 263 | 1 084 | 1 027 |

|  |

### Communauté locale
En 1991, Gornja Drežnica faisait partie de la communauté locale de Drežnica qui comptait 3 076 habitants, répartis de la manière suivante :